# Димитър Ачанов
Димитър Василев Стоянов, с рождено име Димитър Ачанов, е деятел на Федерацията на анархо-комунистите (ФАКБ) в България. В сферата на дейността си е движел въпросите на анархистите, свързани с македонските българи.
Димитър Стоянов е роден през 1910 година в село Телиш, Луковитско. Като младеж се свързва с идеите на анархизма, който приема за свой идеал и става член на анархистическата федерация. След Деветнадесетомайския преврат през 1934 г. са забранени всички политически партии, а заедно с тях и ФАКБ. В началото на 1942 г. Димитър Стоянов, Христо Колев и други деятели на анархистката федерация са заловени от властите, като по Закона за защита на държавата (ЗЗД) прокурорът иска техните смъртни присъди. След преразглеждане на делото анархистите получават по десет години и са изпратени във затвора във Варна.
Осъдените са освободени са на 8 септември 1944 г. след щурмуване на затвора. По време на Втората световна война Димитър Василев е мобилизиран и служи в армията до края ѝ. Заради политическите си възгледи Димитър Стоянов е арестуван през 1945 г. и въдворен в т.нар. Трудово-възпитателно селище „Богданов дол“ в едноименното село, Пернишко. Освободен след един месец, започва работа в стъкларска фабрика, но през 1948 г. е уволнен със стандартния аргумент в тези случаи, че е „враг на Отечествения фронт“, и отново въдворен в Трудово-възпитателни общежития (ТВО), този път първо в ТВО „Куциян“, Пернишко; след това в ТВО „Мини Николаево“. После е преместен в ТВО „Белене“ на остров Персин. Освободен е през август 1953 г. в рамките на обявена амнистия след смъртта на Йосиф Сталин и (временно) закриване на лагера „Белене“, когато са освободени хиляди интернирани. Д. Стоянов излиза от лагерите със силно разклатено здраве, последните си четиринадесет години прекарва болен от левкемия.
Димитър Стоянов умира през 1971 година в Перник.

## Семейство
- Ванцети Василев – син, с чийто кръстник Христо Колев решават да нарекат децата си Сако и Ванцети, на италианските анархисти от съдебния процес срещу тях.[1]
- Марика Владимирова Стоянова – съпруга.